# Vlag van Huisduinen

Dorpsvlag van Huisduinen

De vlag van Huisduinen bestaat uit de kleuren blauw, rood en geel. De vlag is in 1936 ontworpen door Klaes Sierksma uit Friesland en wordt als volgt beschreven:
Negen horizontale banen van blauw-rood-geel-rood-geel-rood-geel-rood-blauw in de verhouding 13:2:2:2:2:2:2:2:13.
De kleur blauw verwijst naar de zee, de rode en gele strepen komen uit de Helderse vlag.

## Geschiedenis

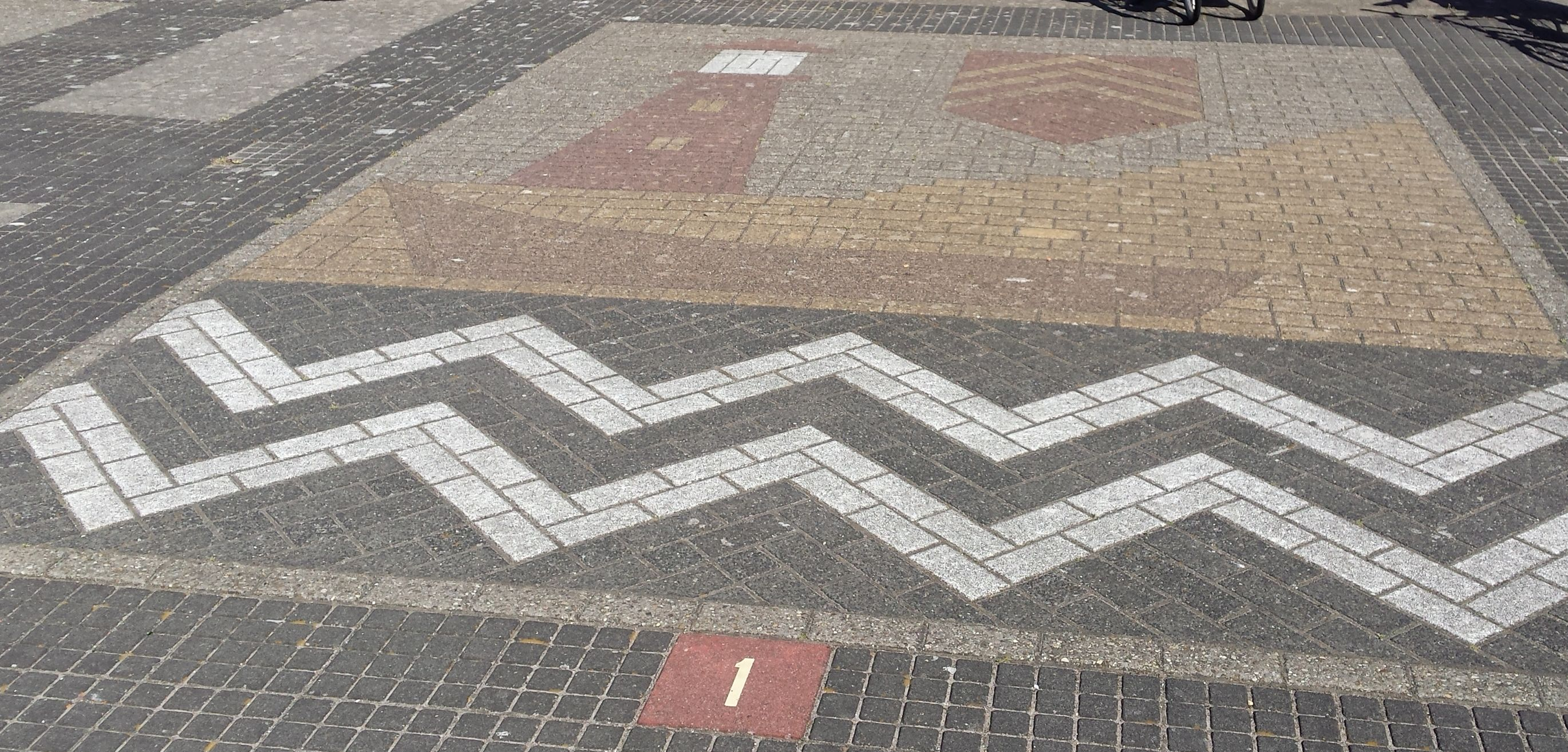
Straatwerk in Huisduinen uit 1993, dezelfde voorstelling met vuurtoren, bootje en gemeentewapen staat op de vlag van Huisduiner Belang

De vlag van Sierksma is destijds niet officieel vastgesteld en raakte in de vergetelheid. Bij het 70-jarig bestaan van Huisduiner Belang in 2000 werd een andere vlag ontworpen die wel in het straatbeeld is te zien. Ergens in de vijf jaar daarna werd de Huisduiner vlag herontdekt in de gemeentelijke archieven.

## Verwante afbeeldingen

Vlag van Den Helder
Julianadorper vlag (groen voor de Koegraspolder)

Abbekerk
· Assendelft
· Bergen
· Bovenkarspel
· Buitenveldert
· Bussum
· De Rijp
· Driemond
· Groet
· Grootschermer
· Graft
· Hauwert
· Huisduinen
· Julianadorp
· Koog aan de Zaan
· Krommenie
· Krommeniedijk
· Lambertschaag
· Marken
· Middelie
· Muiden
· Muiderberg
· Naarden
· Nauerna
· Nibbixwoud
· Nieuw-Vennep
· Omval
· Opperdoes
· Rijsenhout
· Sijbekarspel
· Sint Pancras
· Sloten
· Spaarndam
· Vogelenzang
· Weesp
· Wijk aan Zee
· Wormerveer
· Zaandijk
· Zwaagdijk-West